# Paekche
|  | «baekje» redirigeix aquí. Vegeu-ne altres significats a «idioma baekje». |

Baekje o Paekche —en hanja: 百濟 hangul 백제— (18 aC – 660 dC) va ser un regne situat al sud-oest de Corea. Va ser un dels Tres Regnes de Corea, junt amb Goguryeo i Silla. Les seves capitals van ser Wirye i Sabi (538–660).
Baekje va ser fundat per Onjo, el tercer fill del fundador de Goguryeo, Jumong i So Seo-no, a Wiryeseong (actualment al sud de Seül). Baekje, com Goguryeo, pretenia succeir el Regne de Buyeo, un estat establert a l'actual Manxúria en l'època de la caiguda de Gojoseon.
Baekje segons les èpoques va lluitar o es va aliar amb Goguryeo i Silla. En el seu zenit, al segle iv, Baekje va controlar gran part de l'oest de la península de Corea al nord fins a Pyongyang, i potser tenia territoris a la Xina com Liaoxi. Va mantenir relacions polítiques i comercials amb la Xina i el Japó.
Va ser vençut l'any 660, arran de la caiguda de Sabi, quan es van aliar Silla i la Dinastia Tang de la Xina, i van sotmetre aquest regne a la Silla Unificada.